# Procambarus williamsoni
Procambarus williamsoni är en kräftdjursart som först beskrevs av Ortmann 1905.  Procambarus williamsoni ingår i släktet Procambarus och familjen Cambaridae. IUCN kategoriserar arten globalt som otillräckligt studerad. Inga underarter finns listade i Catalogue of Life.